# Global Editora
A Global Editora é uma editora brasileira que reúne em seu catálogo obras de autores nacionais, como Câmara Cascudo, Cora Coralina, Manuel Bandeira, Ignácio de Loyola Brandão, Cecília Meireles e muitos outros. Faz parte do Grupo Editorial Global, que também compreende as editoras Gaia e Gaudí. Em 2015, a Global Editora completa 42 anos de atividades editoriais.

## História
No início, época em que a conjuntura política e socioeconômica era outra, a Global teve sua produção voltada aos livros de referência do pensamento socialista, destacando as obras de Marx, Engels e Lênin.
Hoje, ainda sob a direção de Luiz Alves Júnior, um de seus fundadores, a editora publica obras de autores de literatura em língua portuguesa.

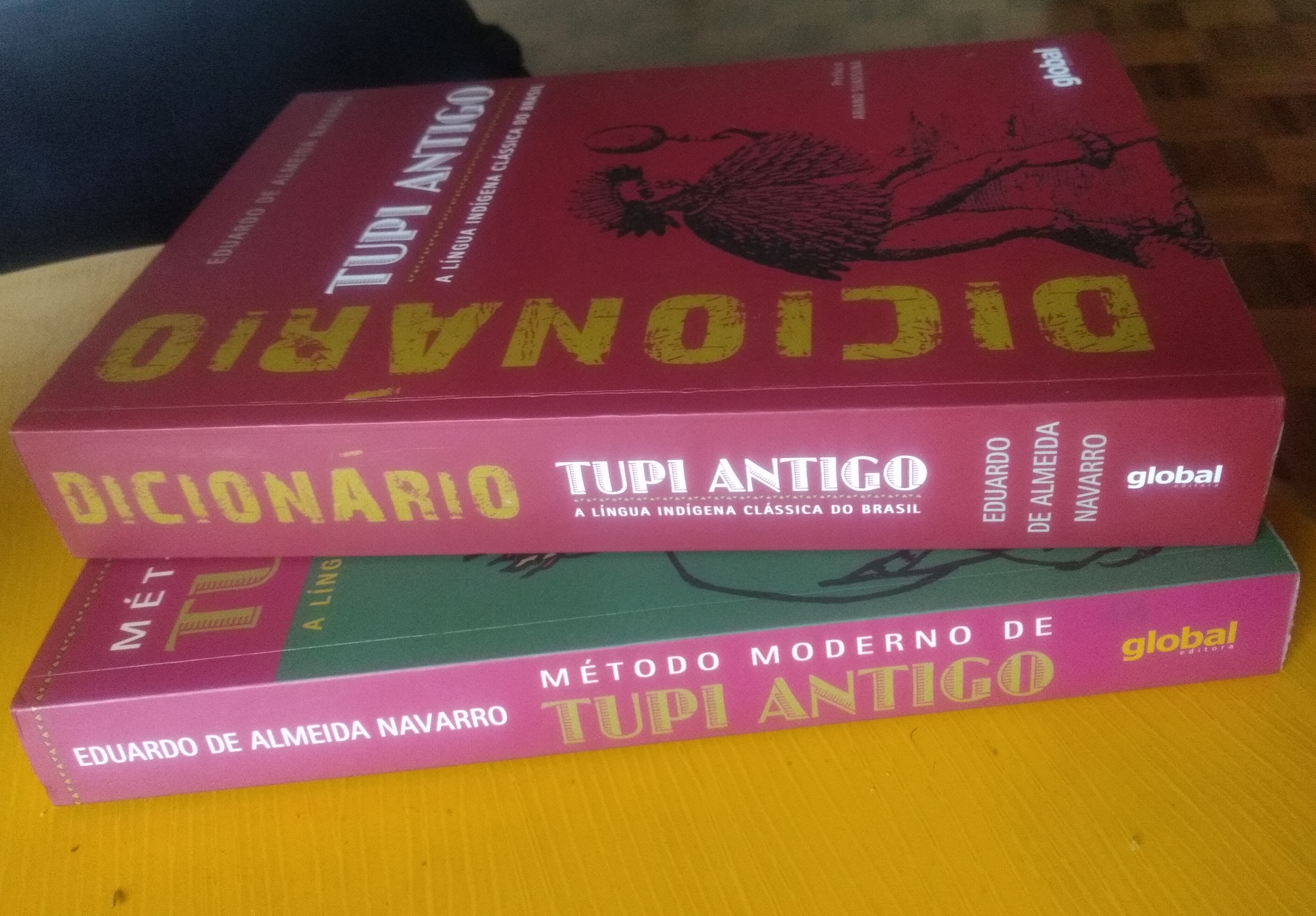
O Dicionário de Tupi Antigo, de Eduardo Navarro, foi publicado pela primeira vez pela Global

A Global reúne em seu catálogo nomes como os de Cora Coralina, Câmara Cascudo, Cecília Meireles, Manuel Bandeira, Darcy Ribeiro, Gilberto Freyre, Ignácio de Loyola Brandão, Machado de Assis, Lygia Fagundes Telles, Ferreira Gullar, Edla Van Steen, Sábato Magaldi, Marcos Rey, Mario Quintana, Eduardo de Almeida Navarro, entre outros.
Além de obras voltadas ao público adulto, a editora também se dedica à publicação de livros para crianças e jovens. Ana Maria Machado, Marina Colasanti, Edy Lima, Mary e Eliardo França, Bartolomeu Campos de Queirós, Marcos Rey, Sidónio Muralha e João Carlos Marinho são alguns autores que desfilam pelo seu catálogo.
Além dos projetos editoriais, desenvolvem outros ligados a Educação de Jovens e Adultos (EJA), aceleração de alfabetização e capacitação de profissionais para trabalhar e formar bibliotecas. Nessa empreitada, seus parceiros são o Instituto Ayrton Senna, a ONG Ação Educativa, o Fundo de Assistência ao Trabalhador, o Instituto de Pesquisas, Estudos, Cultura e Educação (Ipece) e a empresa WA-Corbi. A Global Editora já capacitou mais de 40 mil profissionais de ensino continuado nas áreas de bibliotecas públicas e escolares e são corresponsáveis pela alfabetização de mais de 300 mil jovens e adultos, em aproximadamente 1,3 mil municípios brasileiros.
A Global é também a segunda maior exportadora de autores brasileiros publicados em língua espanhola, atendendo a toda a América Latina, ao Caribe e aos Estados Unidos.

## Grupo Editorial Global
Ao longo de seus 41 anos de existência, a Global Editora diversificou sua atuação no mercado editorial e criou três selos, com publicações destinadas ao mais variado público leitor. Hoje, o Grupo Editorial Global agrega a Global Editora, com obras de autores nacionais; a Gaudi Editorial, voltada às crianças em seus primeiros anos de vida, e a Editora Gaia, que alimenta o leitor no sentido de viver em harmonia com ele mesmo e com o universo.

### Global Editora
A Global Editora reúne em seu catálogo nomes como os de Cecília Meireles, Manuel Bandeira, Orígenes Lessa, Cora Coralina, Marina Colasanti, Ana Maria Machado, Bartolomeu Campos Queirós, Câmara Cascudo, Darcy Ribeiro, Gilberto Freyre, Ignácio de Loyola Brandão, Marcos Rey, Mario Quintana, João Carlos Marinho, Mary e Eliardo França, Sérgio Vaz, entre outros, contemplando o público adulto, juvenil e infantil.

### Gaudí Editorial
A Gaudí Editorial apresenta em seu catálogo obras que propiciam aos pequenos aprenderem brincando e é voltado para a educação desse público. Confeccionados de plástico ou de pano, os livros são cartonados e dobráveis. Com quebra-cabeças, sons, aromas e uma profusão de cores, formatos e texturas diferentes, o conteúdo estimula o lúdico e a capacidade criativa da criança, além de apurar os sentidos da visão, tato, olfato e audição. Com essas obras, as crianças intensificam seu desenvolvimento linguístico, cognitivo, afetivo e psicomotor.

### Editora Gaia
Já a Editora Gaia apresenta, em suas publicações, temas que permeiam o desenvolvimento humano e sua relação com o universo, abrangendo as questões ambientais de ordem mundial com o objetivo de alcançar o equilíbrio entre o homem e a natureza, harmonizando corpo, mente e espírito.

## Casa Ramos de Azevedo

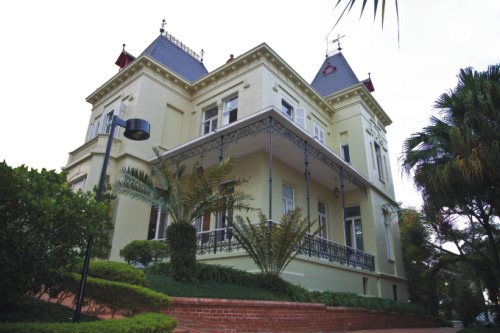
Casa Ramos de Azevedo, sede da Global Editora

São Paulo, nas últimas décadas do século XIX, passou por profundas transformações impulsionadas pela expansão da economia cafeeira e pelo afluxo do capital internacional.
Surgia em sua sociedade uma incipiente classe média formada por imigrantes europeus, ao mesmo tempo em que tradicionais famílias do interior transferiam-se para a capital, o que tornava São Paulo o núcleo urbano mais efervescente do país.
A arquitetura da cidade refletiu essas mudanças: os velhos casarões e sobrados construídos em taipa começaram a ser demolidos, dando lugar a edificações em cimento armado, erguidas em bairros como Liberdade e Campos Elíseos, que apenas principiavam a existir. Era o início de uma nova elite proprietária e de uma metrópole cujo gosto arquitetônico se moldava pelas tendências europeias.
Francisco de Paula Ramos de Azevedo foi um dos responsáveis pelas mudanças dos padrões arquitetônicos adotados em São Paulo, entre os séculos XIX e XX. Formado em Engenharia e Arquitetura na Universidade de Rela, em Grand, Bélgica, em 1896 fundou seu escritório em São Paulo, transformando-se numa espécie de “construtor oficial do governo”. Projetou e executou importantes obras na cidade, como o Teatro Municipal, o Edifício dos Correios e Telégrafos, o Parque Dom Pedro, a Escola Caetano de Campos e o Mercado Municipal.
Além disso, centenas de palacetes, escolas, hospitais e cadeias saíram das pranchetas orientadas por ele. A Pinacoteca do Estado, o Palácio da Justiça e o Palácio das Indústrias também foram obras das quais Ramos participou.
O casarão da Rua Pirapitingui, número 111, construído em 1891, foi a residência de Ramos de Azevedo e de sua família por várias décadas. Em 1983, o imóvel foi doado à Irmandade da Santa Casa de Misericórdia de São Paulo, à Cruzada Pró-Infância e à Fundação Antônio Prudente.
Dois anos depois, foi tombado pelo Condephaat e pela Prefeitura, ficando desocupado até 1988, quando o Grupo Editorial Global consolidou sua aquisição e desenvolveu um projeto de restauração do espaço, sem contar com qualquer tipo de apoio governamental ou particular.
Em 1995, concluído um terço dessas obras, a Global assumiu sua nova sede e desde então, está instalada no casarão da Rua Pirapitingui, 111, e as obras de restauração terminaram em 2010, tornando a Casa Ramos de Azevedo a sede do Grupo Editorial Global.